# 钪化合物
钪化合物是IIIB族元素钪（Sc）形成的化合物，它在自然界中广泛存在。在地壳中，钪元素的平均丰度为36×10−4%，但其分布很分散，它的矿物主要多为氧化物、硅酸盐和磷酸盐。在水溶液中，钪以[Sc(H2O)6]3+离子形式存在，这一离子可以水解或聚合，得到[Sc(H2O)5(OH)]2+、[Sc2(H2O)10(OH)2]4+等羟基离子。

## 卤化物及氧族化物

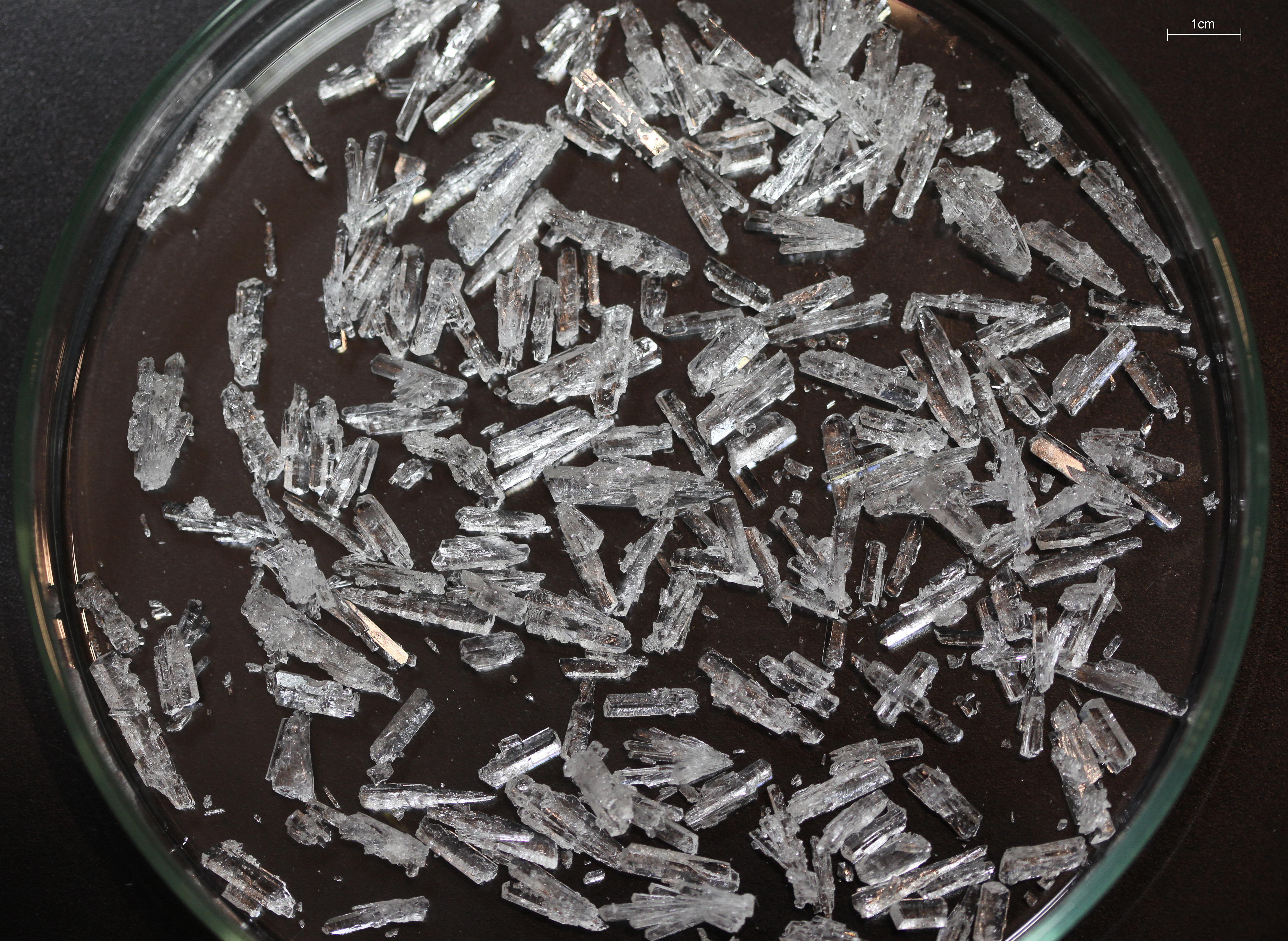
六水合三氯化钪是无色易溶于水的晶体，样品纯度为99.999%

钪的三卤化物除氟化钪外都易溶于水，它们可由氧化钪或氢氧化钪和相应的氢卤酸反应制得：
Sc(OH)3 + 3 HX → ScX3 + 3 H2O
无水氯化钪可由氧化钪和四氯化碳或氯化铵反应得到，直接加热ScCl3·6H2O只会得到ScOCl等碱式盐。ScCl3的反应性低于AlCl3，其难溶于非极性有机溶剂、高升华温度等性质类似于ThCl4。氯化钪和钪在钽制容器中加热至877 °C，可以得到一氯化钪（ScCl），它与ZrBr同构。
氧化钪（Sc2O3）是白色固体，可有其它钪化合物的热分解得到。氢氧化钪（Sc(OH)3）则由钪盐的溶液和碱反应制得，它具有两性。硫属化物Sc2E3（E=S, Se, Te）是半导体，而ScS有金属性。

## 含氧酸盐
硫酸钪可由硝酸钪和硫酸反应得到，它存在无水物和多种水合物，从溶液中析出的七水合物可以风化。硒酸钪的制备方法和硫酸钪类似，其钾盐复盐和铵盐复盐难溶于水，钠盐复盐易溶于水。原碲酸钪（Sc2TeO6）可由氧化钪和三氧化碲在850 °C反应得到。
甲酸钪（Sc(HCOO)3）可由硝酸钪和甲酸反应制得，由于其溶解度较小，会从溶液中析出；对其在水中进行重结晶会得到碱式盐Sc(OH)(HCOO)2，在HCOOM（M=Li, Na, K）溶液中重结晶，会得到M3Sc(HCOO)6，其中锂盐为三水合物。乙酸钪（Sc(CH3COO)3）可由氧化钪和乙酸酐或碳酸钪和乙酸反应制得，它在水中重结晶可以得到具有链状结构的无水物，每个钪原子通过三个桥联的乙酸根相连。它和丙酸、丁酸、异丁酸或辛酸反应，可以得到相应的羧酸盐Sc(RCOO)3，这些化合物难溶于普通的有机溶剂，但随着碳链延长，溶解度会有所提高，如辛酸钪在苯中可溶。钪和羧酸可以形成一系列的金属有机框架材料。

### 书籍
- 无机化学丛书. 第七卷 钪 稀土元素. 科学出版社.